# عصر الحب (فلم)
عصر الحب: فيلم مصري، إنتاج سنة 1986. من إخراج حسن الإمام، وتأليف نجيب محفوظ.

## القصة
يتنافس الصديقان حمدي الممثل بأحد مسارح روض الفرج وعزت التاجر على الفوز بقلب جارتهما بدرية. يتزوجها حمدي ويعملان معًا في مسرحية سياسية. يطارد البوليس حمدي فيلجأ لصديقه حسين ويتصادف وجود زوجته بدرية بشقة حسين الذي حاول اغتصابها. فيظن حمدي أنها تخونه لكنه يكتشف الحقيقة بعد فوات الأوان.

## الشخصيات
- محمود ياسين :حمدي عجرمة مؤلف
- سهير رمزي: بدرية زوجة حمدي
- مجدي وهبة: عزت صديق حمدي
- شهيرة: سيدة قريبة حمدي وزوجته
- تحية كاريوكا الست عين
- صلاح نظمي
- عبد المنعم إبراهيم: فرج
- هيام هلال
- أحمد دياب: فؤاد راضي
- محمد خيرى: حسين راضي
- عزيزة راشد
- سميحة توفيق
- مصطفى كريم

## فريق العمل
- اسكريبت: أميرة رشدى
- مساعد مخرج: هاني جرجس
- مخرج: حسن الإمام
- التصوير السينمائي:
- يحيى عباس (مساعد مصور)
- (تصوير سينمائي) رمسيس مرزوق
- (تصوير سينمائي) هشام سرى
- قسم المونتاج:
- طلعت فيظى (مركب الفيلم)
- فكرى رستم (مونتاج)
- مارسيل صالح (تركيب النيجاتيف)
- قسم الماكياج:
- حمدى رأفت (ماكياج)
- قسم الموسيقى:
- محمد سلطان (موسيقى)
- قسم الإنتاج:
- عاطف رزق (مدير الإنتاج)
- أفلام جرجس فوزى (إنتاج)
- الموقع والمناظر:
- ماهر عبد النور (تنفيذ المناظر)
- حسين الشريف (تنسيق المناظر)
- قسم الصوت:
- جميل عزيز (مهندس الصوت)
- قسم التوزيع:
- الكترا فلم (شركة التوزيع)
- التصوير الفوتوجرافى:
- محمد بكر (مصور فوتوغرافى)
- الكاستينج:
- يحيى أبو طالب (ريجيسير)